# Сант-Антонино-ди-Суза
Сант-Антонино-ди-Суза (итал. Sant'Antonino di Susa) — коммуна в Италии, располагается в регионе Пьемонт, в провинции Турин.
Население составляет 4016 человек (2008 г.), плотность населения составляет 446 чел./км². Занимает площадь 9 км². Почтовый индекс — 10050. Телефонный код — 011.
Покровителем коммуны почитается святой Антоний Апамейский (Sant’Antonino di Apamea), празднование в первый понедельник сентября.

## Демография
Динамика населения:

## Администрация коммуны
- Официальный сайт: http://www.comune.santantoninodisusa.to.it/